# Cevizli, Sason
Cevizli là một xã thuộc huyện Sason, tỉnh Batman, Thổ Nhĩ Kỳ. Dân số thời điểm năm 2011 là 263 người.